# Hoshi no Kagayaki yo/Natsu wo Matsu Sail no You ni
『Hoshi no kagayaki yo/Natsu wo matsu Sail no you ni』 (星のかがやきよ／夏を待つセイル(帆)のように) là đĩa đơn thứ 40 của ZARD, được phát hành ngày 20 tháng 4 năm 2005 dưới hãng đĩa B-Gram RECORDS. Đĩa đứng hạng 2 trong tuần trên bảng xếp hạng đĩa đơn của Oricon. Nó được xếp hạng trong 13 tuần và đã bán được 79.816 bản.

## Danh sách bài hát
1. Hoshi no kagayaki yo (星のかがやきよ?)
Lời: Izumi Sakai
Nhạc: Aika Ohno
Biên khúc: Takeshi Hayama
2. Natsu wo matsu Sail no you ni (夏を待つセイル(帆)のように?)
Lời: Izumi Sakai
Nhạc: Aika Ohno
Biên khúc: Takeshi Hayama
3. Hoshi no kagayaki yo (Instrumental)
4. Natsu wo matsu Sail no you ni (Instrumental)[3]

## Sử dụng trong truyền thông
- Bài hát "Hoshi no kagayaki yo": được sử dụng làm nhạc mở đầu thứ 15 cho anime Thám tử lừng danh Conan (tập 394-414)[4].
- Bài hát "Natsu wo matsu Sail no you ni" được:

1. Sử dụng làm bài hát chủ đề cho anime Thám tử lừng danh Conan: Âm mưu trên biển[4].
2. Sử dụng trong bảng xếp hạng của "COUNT DOWN TV" trong tuần đầu phát hành của đĩa đơn.

## Album
- Kimi to no Distance
- Golden Best ~15th Anniversary~
- THE BEST OF DETECTIVE CONAN ~The Movie Themes Collection~
- THE BEST OF DETECTIVE CONAN 3 ~Tuyển tập bài hát chủ đề Thám tử lừng danh Conan 3~
- ZARD SINGLE COLLECTION ~20th ANNIVERSARY~
- ZARD Forever Best ~25th Anniversary~
- Phiên bản điện ảnh Tuyển tập bài hát chủ đề Thám tử lừng danh Conan ~“20”All Songs~